# Neptis zena
Neptis zena är en fjärilsart som beskrevs av Hans Fruhstorfer 1905. Neptis zena ingår i släktet Neptis och familjen praktfjärilar. Inga underarter finns listade i Catalogue of Life.